# حاجی کوهی
حاجی کوهی یک روستا در ایران است که در دهستان باقران واقع شده‌است.